# فهرست شاگردان مدرسه مجموعه ساوت پارک
فهرست زیر، لیست دانش آموزان مجموعه تلویزیونی ساوت پارک است که در بیشتر قسمت‌ها هستند.
[[پرونده:800px-SPClass.jpg|500px|بندانگشتی|شاگردان مدرسه به ترتیب از راست

## کلاس اصلی

### ویندی تسته برگر

#### شخصیت
ویندی داری شخصیتی آگاه است و از لحاظ درک اجتماعی از دیگر هم کلاسی‌های خود و حتی بسیاری از بزرگسالان، نگاه عمیق‌تری به مشکلات اجتماعی دارد.

#### داستان‌ها
ویندی در این سریال یکبار به استن مارش خیانت کرده و با توکن رابطه برقرار می‌کند.

ویندی در قسمتی برای آگاه‌سازی از سرطان سینه فعالیت می‌کند و به خاطر این مسئله دچار دردسر می‌شود.

ویندی در قسمت دوم از فصل ۱۷، به مسئله آواره گان سوری می‌پردازد.

### جیمی والمر
جیمی والمر (به انگلیسی: Jimmy Valmer)، کودک معلول کلاس است که با عصای زیر بغل راه می‌رود و علاقه وی به استندآپ کمدی و ورزش است. او بسیار خوش قلب است.

### توکن بلک
شخصیت سیاه پوست و پولدار که به خاطر رنگ پوستش هدف نژاد پرستی دیگر کودکان قرار می‌گیرد.

### تیمی بروچ
کودکی که از نظر ذهنی و جسمی معلول است و همین معلولیت هدف طنز قرار می‌گیرد. او فقط می‌تواند نام خود را بگوید.

### بی بی استیونز
یکی از دختران کلاس که دوست صمیمی ویندی است

### توییک توییک
توییک کودک پر استرس که به خاطر مصرف زیاد قهوه (یا کافیئین) همیشه اضطراب دارد.

### پیپ پیراپ
پیپ کودک بریتانیایی مجموعه است که به خاطر ملیتش همیشه مورد تمسخر واقع می‌شود.
بعداً در قسمت ۱۴ فصل چهار مشخص می‌شود شخصیت وی از شخصیت پیپ در کتاب آرزوهای بزرگ چارلز دیکنز اقتباس شده است،

### کرگ تالکر
کرگ پسری است که معمولا عادت دارد دیگران را بدون هيچ دلیلی از خود براند

### کلاید داناوان
کلاید کودک خوش تیپ مدرسه است که دخترها دوست دارند با او دوست شوند.

## بچه‌ها کلاس‌های دیگر مقاطع

### آیک برفلاسکی
آیک برادر کانادایی کایل برفلاسکی است که او را به فرزندی قبول کرده‌اند.

### فیلمور اندرسون
یکی از کودکان مهدکودکی که گهگاهی قلدري میکند

### گاس کیدز
بچه‌هایی هستند مانند گروه گاس لباس می‌پوشند و سیگار می‌کشند.

### کلاس ششمی‌ها
گروهی از بچه های کلاس که معمولا بچه های پایه های کوچکتر را اذیت می کنند